# Кремаста
Кремаста (греч. Λίμνη Κρεμαστών) — крупнейшее водохранилище в Греции. Объём водохранилища составляет 3,8 км³, полезный объём — 3,3 км³. Водохранилище используется для генерации электроэнергии и защищает территорию ниже по течению от наводнений. Находится на границе периферийных единиц Эвритания и Этолия и Акарнания. Создано в 1965 году в результате строительства насыпной плотины высотой 165 метров, которая на момент строительства являлась крупнейшей земляной дамбой Европы и на которой в 1966 году Государственная энергетическая корпорация Греции построила гидроэлектростанцию. В водохранилище впадают реки Аграфьотис, Ахелоос и Тавропос, вытекает — Ахелоос. Через водохранилище перекинуты два моста — Эпископи (Γέφυρα Επισκοπής) и Татарна. По мосту Эпископи проходит национальная дорога 38 Ламия — Карпенисион — Агринион, часть европейского маршрута E952. Мощность гидроэлектростанции Государственной энергетической корпорации составляет 437,2 МВт.
Вблизи водохранилища в 1960-х годах произошло разрушительное землетрясение с магнитудой более 6 баллов.